# Francis Ford Coppola
Francis Ford Coppola (Detroit, 7. travnja 1939.), američki redatelj, scenarist i producent
Uspjeh njegova gangsterskog epa, a ujedno i obiteljske kronike, filma Kum iz 1972., koji se našao na vrhu najkomercijalnijih filmova svih vremena i dobio tri Oscara, svrstava Coppolu među vodeće američke redatelje koji početkom sedamdesetih bitno utječu na holivudski film.
Za nastavak svog najvećeg uspjeha Kum II dobiva šest Oscara 1974. godine. To mu 1979. godine omogućuje realizaciju njegova najambicioznijeg projekta, spektakla Apokalipsa danas. 

## Život i karijera (1960. – 1978.)
Francis Ford Coppola rođen je 7. travnja 1939. u Detroitu, Michigan, kao drugo od troje djece Carminea Coppole, u to vrijeme prvog flautista simfonijskog orkestra iz Detroita, i njegove žene Italie. Obitelj se ubrzo preselila u predgrađe New Yorka, Long Island, gdje je Francis proveo ostatak djetinjstva. Kao dječak prebolio je dječju paralizu koja ga je veći dio djetinjstva prikovala uz krevet. Rabeći očevu 8-milimetarsku filmsku kameru, počeo je snimati filmove s deset godina. Pohađao je sveučilište Hofstra gdje je diplomirao filmsku režiju te je preselio u filmsku školu sveučilišta u Los Angelesu (UCLA) gdje je snimio brojne kratke filmove. Dok je pohađao filmski odjel UCLA-a, Francis je upoznao  Jima Morrisona, čiju će glazbu poslije upotrijebiti u Apokalipsi danas.
U ranim šezdesetim, Coppola je počeo svoju profesionalnu karijeru snimajući niskobudžetne filmove s  Rogerom Cormanom te pisati scenarije. Svoj prvi poznati film snimio je s Cormanom, niskobudžetni Dementia 13. Nakon što je prešao na polje mainstream filmova, s filmom You're a Big Boy Now, Coppoli je povjerena filmska verzija broadwayskog mjuzikla Finianova duga, s  Petuliom Clark u njezinom prvom američkom filmu, veteranom  Fredom Astaireom u glavnim ulogama. Producentu Jacku Warneru zasmetala je Coppolina "hipi" pojava s čupavom kosom i bradom pa ga je ostavio da se sam snalazi. Odveo je glumce u Napa Valley kako bi snimili većinu vanjskih scena, ali te su scene bile u teškom kontrastu s onim snimljenim u ozvučenim holivudskim studijima, pa je film ispao nepovezan. Suočen sa zastarjelim materijalom u vrijeme kad mjuzikli više nisu bili popularni, Coppolin uradak je bio poluuspješan, ali je zato njegov rad s Clark pridonio njenoj nominaciji za Zlatni globus za najbolju glumicu. Tijekom ovog perioda, Coppola je živio sa svojom obitelji u Mandeville Canyonu u Brentwoodu, Kalifornija, prema autoru knjige Easy Riders, Raging Bulls, Peteru Biskindu.
1971., Coppola je osvojio Oscara za scenarij za film Patton. Međutim, afirmirao se kao ko-scenarist i redatelj kriminalističkih epova Kum (1972.) i Kum II (1974.), koji su dobili Oscare za najbolji film - i postali prvi serijal koji je to postigao.
Između Kuma i Kuma II, Coppola je režirao Prisluškivanje, priču o paranoičnom ekspertu za prisluškivanje i nadzor (kojeg je glumio Gene Hackman) koji se upetljao u moguće ubojstvo. Film je 1974. nominiran za Oscara za najbolji film, pa je Coppola postao jedan od rijetkih redatelja koji je snimio dva filma koji su se natjecali za Oscara u kategoriji za najbolji film. Dok je Kum II osvojio Oscara, Prisluškivanje je dobilo Zlatnu palmu 1974. na festivalu u Cannesu.
Tijekom ovog perioda, napisao je i scenarij za neuspješnu adaptaciju romana F. Scott Fitzgeralda, Veliki Gatsby (s  Miom Farrow i  Robertom Redfordom u glavnim ulogama) i producirao prvi značajniji film  Georgea Lucasa, Američki grafiti. Coppola je i investirao u City Magazine, časopis iz  San Francisca, zaposlio nove ljude i nazvao sebe izdavačem. Bilo je to kratkog vijeka, časopis je životario do 1976. kad je Coppola objavio posljednje izdanje. 
Coppola je često u svojim filmovima surađivao s članovima svoje obitelji. Dva njegova sina nastupila su kao statisti u Kumu, tijekom ulične tučnjave i na pokopu don Corleonea. Njegova sestra, Talia Shire, glumila je Connie Corleone u sva tri Kuma, a u prvom i trećem nastupila je i njegova kći Sofia. Njegov otac Carmine surađivao je na stvaranju glazbe za filmove Kum, Kum II i Apokalipsa danas.

## Karijera: 1979. do danas
Nakon uspjeha Kuma, Prisluškivanja i Kuma II, Coppola se spremao snimiti film Apokalipsa danas, verziju romana  Josepha Conrada, Srce tame, čija je radnja iz kolonijalne Afrike premještena u Vijetnamski rat. Prije nego što je počeo snimanje, Coppola je otišao svom mentoru Rogeru Cormanu radi savjeta oko snimanja na Filipinima, jer je sam Corman tamo snimao. Navodno je Corman rekao Coppoli: "Nemoj ići". Produkcija filma ušla je u holivudske povijesne knjige kao jedna od najgorih jer se ekipa našla u mnogim problemima, uključujući tajfune, slomove živaca, srčani udar  Martina Sheena i nepripremljenog  Marlona Branda, koji se pojavio predebeo (što je Coppola pokušao skriti snimajući ga u sjenama). Film je toliko odgađan da je dobio ime Apokalipsa Kada. Kad se konačno film pojavio 1979., kritika je hvalila film isto toliko koliko ga je kritizirala. Cijena filma toliko se popela da je umalo bankrotirao Coppolin studio u usponu, American Zoetrope.
Međutim, kao što je slučaj s  Građaninom Kaneom, reputacija Apokalipse danas narasla je vremenom te film mnogi smatraju remek-djelom ere Novog Hollywwoda. Roger Ebert smatra kako je to najbolji film o Vijetanmskom ratu te ga je proglasio najboljim filmom svih vremena u izboru časopisa Sight and Sound, 2002.
Mnogima Apokalipsa danas predstavlja Coppolin kreativni vrhunac, djelo koje poslije nije uspio nadmašiti. U dokumentarcu iz 1991., Hearts of Darkness: A Filmmaker's Apocalypse, kojeg je režirala Eleanor Coppola (Francisova žena), Fax Bahr i George Hickenlooper zabilježili su teškoće s kojima se ekipa suočila tijekom snimanja Apokalipse danas, a dokumentarac sadrži i zakulisni materijal koji je snimila Eleanor.
Nakon snimanja Apokalipse, Coppola je slavno izjavio: "Bili smo u džungli, bilo nas je previše, imali smo previše novca, previše opreme, i malo-pomalo smo poludjeli."
Usprkos neuspjesima i bolesti s kojima se suočio tijekom snimanja Apokalipse danas, nastavio s filmskim projektima, predstavivši 1981. restauraciju filma iz 1927., Napoléon koji je u Americi montirao i objavio American Zoetrope. Vratio se režiranju s eksperimenatlnim mjuziklom, Jedan od srca. Nažalost, film je bio teški promašaj, iako je nakon nekoliko godina stvorio kult.
1986. je Coppola s  Georgeom Lucasom režirao film s  Michaelom Jacksonom za Disneyjeve tematske parkove, Captain Eo, koji je u to vrijeme bio najskuplji film po minuti ikad snimljen.
1990. je dovršio serijal Kum s filmom Kum III koji je, iako ga kritika nije prihvatila kao prva dva filma, ipak ostvario uspjeh u kinima. Neki kritičari prigovarali su zbog angažiranja Coppoline kćeri Sofije, koja je uskočila u ulogu koju je napustila Winona Ryder malo prije početka snimanja. Sofia Coppola je i prije nastupala u očevim filmovima, ali ovaj put su kritičari njezinu ulogu nazvali ridikuloznom. Sofia Coppola je poslije toga započela vlastitu redateljsku karijeru.
Njegov najstariji sin, Gian-Carlo Coppola, započinjao je svoju filmsku karijeru kad je poginuo, 26. svibnja 1986., u gliseru koji je vozio Griffin O'Neal. Coppolin drugi sin, Roman Coppola, je filmaš i redatelj glazbenih spotova.
Coppolin otac, Carmine, bio je glasoviti skladatelj i glazbenik, a napisao je glazbu za mnoge sinove filmove; njegov nećak Nicolas Cage je poznati glumac.

## Izabrana filmografija
- 1968. - Finianova duga
- 1969. - Kišni ljudi
- 1972. - Kum
- 1974. - Prisluškivanje
- 1974. - Kum II
- 1979. - Apokalipsa danas
- 1982. - Jedan od srca
- 1982. - Koyaanisqatsi (producent)
- 1983. - Rumble Fish
- 1984. - Cotton Club
- 1986. - Peggy Sue se udala
- 1988. - Tucker
- 1988. - Powaqqatsi  (producent)
- 1990. - Kum III
- 1992. - Drakula
- 1997. - Čudotvorac

## Citati
- "Nisu im se svidjeli glumci. Nije im se svidjelo kako sam to snimao. Uvijek sam bio na rubu otkaza."
- "Kum bio je jako podcijenjen film dok smo ga snimali. Umalo sam otpušten."
- "Jednom sam umalo dobio otkaz, bila je to stvarno sjebana situacija. Ukratko, podcjenjivali su moje talente u castingu i snimanju."

## Nagrade
- Osvojio je pet Oscara: za režiju (Kum II), najbolji film (Kum II), najbolji adaptirani scenarij (Kum i Kum II) i najbolji originalni scenarij (Patton).
- Dobitnik je četiri  Zlatna globusa: za režiju (Kum i Apokalipsa danas), najbolju originalnu glazbu (Kum) i najbolji scenarij (Kum).
- Dobitnik je BAFTA nagrade za najbolju režiju (Apokalipsa danas).
- S filmom Drakula osvojio je nagradu Saturn za najbolju režiju.

## Vanjske poveznice
- IMDb profil
- Francis Ford Coppola predstavlja
- Altman i Coppola u 70-ima  Arhivirana inačica izvorne stranice od 12. listopada 2008. (Wayback Machine)
- Profil
- Članak Michaela Sragowa  Arhivirana inačica izvorne stranice od 29. lipnja 2011. (Wayback Machine)